# Кузькино (Оренбургская область)
Ку́зькино — село в Матвеевском районе Оренбургской области России. Административный центр Кузькинского сельсовета.

## География
Село находится в северо-западной части Оренбургской области, в пределах юго-западной оконечности Бугульминско-Белебеевской возвышенности, на берегах реки Ереуз, на расстоянии примерно 6 км (по прямой) к юго-западу от села Матвеевка, административного центра района. Абсолютная высота — 140 м над уровнем моря.
Климат
Климат характеризуется как континентальный с морозной зимой и жарким летом. Среднегодовая температура составляет 2,3 — 2,9 °C. Средняя температура воздуха самого тёплого месяца (июля) — 19,4 — 20,2 °C (абсолютный максимум — 40 °C); самого холодного (января) — −15,3 — −14,7 °C (абсолютный минимум — −45 °C). Среднегодовое количество атмосферных осадков составляет 420—464 мм.
Часовой пояс
Село Кузькино, как и вся Оренбургская область, находится в часовой зоне МСК+2. Смещение применяемого времени относительно UTC составляет +5:00.

## Население
| 2010 |
| ---- |
| 414  |

Гендерный состав
По данным Всероссийской переписи населения 2010 года, в гендерной структуре населения мужчины составляли 47,8 %, женщины — соответственно 52,2 %.
Национальный состав
Согласно результатам переписи 2002 года, в национальной структуре населения русские составляли 77 % из 517 чел.